# Villabé
 Villabé  es una población y comuna francesa, ubicada en la región de Isla de Francia, departamento de Essonne, en el distrito de Évry y cantón de Corbeil-Essonnes-Ouest.

## Demografía
| 364                       | 424 | 384 | 448 | 477 | 440 | 486 | 492 | 403 | 466 | 477 | 513 | 615 | 765 | 848 | 840 | 849 | 882 | 883 | 871 | 876 | 979 | 1 374 | 1 301 | 1 209 | 1 443 | 1 676 | 1 727 | 1 980 | 2 554 | 2 995 | 4 832 | 4 852 |
| (Fuente: INSEE y Cassini) |     |     |     |     |     |     |     |     |     |     |     |     |     |     |     |     |     |     |     |     |     |       |       |       |       |       |       |       |       |       |       |       |